# Holyrood (Kansas)
Holyrood è una città degli Stati Uniti d'America, situato nello Stato del Kansas, nella contea di Ellsworth.